# Molophilus (Molophilus) serpentarius
Molophilus (Molophilus) serpentarius is een tweevleugelige uit de familie steltmuggen (Limoniidae). De soort komt voor in het Australaziatisch gebied.